# HD 110833
HD 110833 (auch Gliese 483) ist ein 49 Lichtjahre von der Erde entfernter Hauptreihenstern der Spektralklasse K im Sternbild Jagdhunde. Er ist mit einer scheinbaren Helligkeit von 7,0 mag mit dem bloßen Auge auch unter optimalen Beobachtungsbedingungen nicht mehr zu sehen. Der Stern wird von einem massearmen Begleitstern umrundet. HD 110833 B hat eine Umlaufzeit von 271 Tagen, die Exzentrizität der Bahn beträgt 0,78.